# 鹅岭立交桥
鹅岭立交桥，早期又称汽车站立交桥，是一座位于中国广东省惠州市惠城区的已被部分拆卸的立交桥，连接麦地及龙丰两地。该桥梁位于鹅岭北路、鹅岭南路、鹅岭东路与鹅岭西路的交汇处，是惠州市第一座立交桥，于1993年5月25日动工建设，并于1994年8月18日启用。
该立交桥的第二层于2020年7月31日22时部分关闭，并于8月7日22时完全关闭，随后于8月1日至16日期间分步拆卸，至17日拆卸完成；相应地，第一层桥梁被改造为设有灯控的平交路口，并于当年9月28日正式投入运作。另外，第三层桥梁则维持现状。

## 基本情况

### 构造
部分拆卸前的鹅岭立交桥为惠城区的一座环岛立交桥，整体呈“十”字型，全长2.387（1.483英里），占地面积为24,780平方（266,700平方英尺）。

#### 第一、二层
鹅岭立交桥的第一、二层为环岛结构，其中二层环岛的直径为50（160英尺）；每层的通行净高为4.5（15英尺）。第二层东西两侧各布置两条宽5.5（18英尺）的匝道，每侧分别有一条匝道承载驶入车流，另一条承载驶出车流，总长度为502（1,647英尺）；南北两侧亦分别布置了一条匝道供车辆驶入及驶出，当中北侧匝道设有调头线，供车辆在不进入环岛的情形下调头。拆除前，第二层环岛限制车辆载重为5公噸（4.9長噸；5.5短噸），且不允许高度超2.5（8英尺2英寸）以上的车辆进入。此外，第一层环岛中央还设有一个小型通天广场。
第二层桥梁拆除后，第一层路面被改造为设有灯控的十字路口。该路口总长为880（2,890英尺），大部分路段设双向8根行车线，各组右转专用道均包含2条行车线。往来鹅岭北路、鹅岭南路、鹅岭东路与鹅岭西路的车流可直接利用该十字路口通行，往来龙西街的车流则需借助鹅岭北路至鹅岭西路的右转专用道出入。

#### 第三层
鹅岭立交桥第三层，又作鹅岭高架桥，是一条全长1.39（0.86英里），宽12（39英尺）的分离式高架桥，设计时速为40千米/小时。桥梁呈东西走向，由鹅岭西路通往麦地路与鹅岭东路的交接点。桥面最初设置双向2根行车线，后改为设置双向3根行车线，其中中央行车线设为潮汐车道。桥梁邻近居民区的路段装设有高3（9.8英尺），总长1.681（1.045英里）的内扣弧形隔音屏障。现时，该层桥梁限制车辆载重为15公噸（15長噸；17短噸），且不允许高度超2.5（8英尺2英寸）以上的车辆进入。

### 意义
作为惠州市区的第一座立交桥，鹅岭立交桥长期以来都是当地的一处重要交通枢纽，它除了分流车辆及行人之外，亦对原惠州汽车客运总站周遭交通压力的缓解起到重要作用。另外，在上述车站搬迁至新址前，鹅岭立交桥亦是该站所有始发、终到班车的必经之地。

## 运作情况

### 安装隔音屏
在鹅岭立交桥车流量逐年增大的背景下，第三层桥梁沿线居民常年深受噪音困扰。2008年8月8日，惠州市公用事业管理局副局长邱卫东在惠州市人民代表大会“代表统一活动日”上回应当地人大代表《关于在市区居民区的桥梁加装隔音板的建议》时指出，该局计划在鹅岭立交桥第三层惠州市教育局路段及惠州市第八中学路段试装隔音屏障。
2014年1月，该工程成为惠州市2014年十件民生实事的备选项目，标志着这一工程获得实质性推进。10月20日，作为惠州市2014年十件民生实事的鹅岭立交桥第三层桥梁隔音屏障安装工作正式启动，并在12月中旬完工及投入使用。

### 行车组织
2013年11月，惠州市公安局交通警察支队在第三层桥梁东出入口处以东90米内的一段麦地路设置了铁制隔离护栏；该护栏设于西行最内侧两条行车线之间，以防止由麦地路前往第二层桥梁的车辆占用第三层桥梁入口附近的路面。2015年7月11日至9月30日，第三层桥梁临时调整交通组织，以配合整个立交桥的维护加固工作；这期间，该层桥梁逢晚高峰时段为自西向东单向通行，逢深宵时段关闭，其余时段为自东向西单向通行。
2017年6月底，惠州交警开始在第三层桥梁试行潮汐车道。7月1日，该层桥梁的潮汐车道正式启用，使得上下班高峰期车辆通过桥梁的时间缩短一半；同时，该层桥梁不再允许大型车辆及非机动车进入。
2018年12月13日，第二层桥梁开始实施交通管制，禁止载重5吨以上和（或）高度2.5米以上的车辆进入，交警亦在第二层桥梁各入口处加设龙门架以配合该措施，惟驾车人士在该措施实施初期并未能完全适应，甚至出现“一日发生两起车辆撞倒龙门架事故”的情形。

### 部分拆卸
第二层桥梁的拆卸计划于惠州市住房和城乡规划建设局在2018年7月3日公布的《惠州市区综合交通规划（2018-2035）》（草案）中首度被披露。其后，惠州市公用事业管理局编制了《市区鹅岭立交桥改造方案》，指第二层桥梁在2015年4月因主梁结构缝隙过宽等原因，被广东省建设工程质量安全监督检测总站评为D级桥梁，即桥梁存在安全隐患；方案又指二层桥梁环岛半径较小，已无法承载今时今日的车流，令桥梁成为惠州市区的一个主要交通拥堵点；方案合共列出三套改造方案：第一套方案为保持现状、维修加固，第二套方案为拆除第二层桥梁、改造第一层环岛为十字交叉灯控路口，第三套方案则在第二套方案之基础上加筑一条南北向跨线桥。至于实施时间，方案指有关工程会在惠州汽车客运总站搬迁至新址后启动。
2018年9月21日，惠州市公用事业管理局举办专项听证会讨论上述方案；最终，作为设计单位推荐方案的方案二获得与会者一致赞同。2019年5月8日，惠州市公共资源交易中心发布招标公告，就鹅岭立交第二层桥梁改造的勘察设计工作公开招标。
2020年4月30日，惠州市公共资源交易中心发布鹅岭立交改造工程施工招标公告，最终由中恒建设集团中标。7月中下旬，施工方开始在原一层通天广场区域进行前期作业，并对影响施工的行道树、供电设施等实施迁移。
2020年7月下旬，惠州市市政园林事务中心对传媒披露了第二层桥梁的拆卸日程，该日程指第二层桥梁的拆卸工作将在当年8月的首三个周末进行，以减少噪声干扰；随后，惠州市公安局交通警察支队亦发布了车辆绕驶措施。根据有关日程安排，第二层桥梁东、西两侧出入口将自7月31日22时起关闭，并于8月第一个周末被拆卸，期间中断鹅岭西路与鹅岭东路之间的交通，而往来鹅岭南路与鹅岭北路的车辆可使用第一层路面或第二层桥梁；南、北两侧出入口则从8月7日22时起关闭，及于8月第二个周末被拆卸，期间中断鹅岭南路与鹅岭北路之间的交通，而往来鹅岭西路与鹅岭东路的车辆则需使用第一层路面；第二层桥梁的主体部分则于8月第三个周末被拆卸，期间所有车辆均使用第一层路面行车。最终，第二层桥梁拆除工作于8月17日结束，并于8月20日完成碎石清运及场地清理工作；第一层路面的改造工作则在9月28日正式完工。

## 事件

### 速度限制
2008年11月，有网民在惠民在线论坛发帖，质疑鹅岭立交桥第三层40千米/小时的速度限制措施的合理性，并称桥上车辆多以60千米/小时左右的速度行驶；对此，惠州市公安局交通警察支队在回应中承认该等速度限制确与实际交通状况不相匹配，并计划将该路段的速度限制提升至60千米/小时。不过，随着第三层桥梁潮汐车道的启用，该层桥梁的速度限制于2017年7月1日恢复为40千米/小时。

### 桥梁损伤
2013年2月28日晚间，第二层桥梁有部分桥墩出现下沉情形，由此产生的裂缝最宽可塞入成年人手掌，引发民众忧虑。事件发生后，惠州市公用事业管理局、惠州市发展和改革局及相关检测机构当即对桥梁实施监测措施，并将二层桥梁南、北两侧入口的载重限制由20吨下调为15吨。至于桥墩下陷的原因，有市民怀疑该次桥墩下陷事件应与莞惠城际轨道交通的施工有关；莞惠城轨的施工方就认为是地下土层固结导致了该次事件；惠州市发展和改革局则指事发原因尚无定论。
2014年5月9日，第二层桥梁南侧出入口再发生沉降情形，上下桥行车线均出现裂纹，导致该出入口于当日晚间被紧急关闭以进行维修。在莞惠城轨施工方对上述出入口铺设钢筋水泥后，该出入口于当月12日重新开放车辆通行。
2018年3月20日清晨，有民众发现第三层桥梁的21号桥墩出现下沉情形，随即报警；随后，辖区派出所、惠州市公安局交通警察支队及惠州市公用事业管理局当即赴现场确认情况，并立即关闭第三层桥梁、实施临时交通组织及知会相关检测机构进行检测。同日下午，交警部门召开新闻发布会，宣布第三层桥梁存在安全隐患，并关闭第三层桥梁及鹅岭东路双向最内侧行车线以进行抢修工作，同时披露绕驶建议。4月14日，惠州市公用事业管理局对完成抢修的第三层桥梁进行了荷载试验检测，显示桥梁已能够有限度通车；15日傍晚，桥梁重新开放车辆通行，惟高度限制由此前的5.5米下调为2.5米。施工期间，惠州市公共交通管理有限公司自3月24日起停用鹅岭东路上的汽车站东行公交站台，并在汽车站总站（今飞鹅岭公园总站）外侧设立临时站位，至7月中旬恢复。
2019年7月28日上午，第二层桥梁南侧出入口（D匝道）再被民众发现有桥墩开裂情形，惠州市市政园林事务中心当即派员进行检测。检测结果指有关桥墩内部钢筋锈蚀膨胀，引致部分混凝土剥落。次日，桥梁养护部门对破损部分进行了修复。

## 关联艺术创作
博罗籍工人暨诗人彭琼香于1997年出版的诗集《青春的脚步》中收录了一首以本立交桥命名的诗，形容此桥为“一双有力的臂膀”“一双强壮的臂膀”及“一个展翅飞翔的大鹏”，意在突出该立交桥对惠州发展的重要作用。
而在2015年末，“在XX混了这么久”文体于网络论坛盛行期间，有数版以“在惠州混了这么久”开头的段子提及该桥，当中有一些版本将该桥比喻为“生活”，亦有版本将其喻为“爱情”。这些段子引发了大量惠州民众的共鸣及赞赏。